# Йёргенсен, Патрик
Патрик Йёргенсен (дат. Patrick Jørgensen, р.31 мая 1991) — датский фехтовальщик, призёр чемпионатов мира и Европы.

## Биография
Родился в 1991 году в Копенгагене. Фехтованием занялся с 6 лет.
В 2015 году стал бронзовым призёром чемпионата мира. Через четыре года Патрик стал серебряным медалистом чемпионата Европы в командном первенстве.